# Uthai Thani Football Club
El Uthai Thani Football Club es un equipo de fútbol profesional tailandés que actualmente juega en la Liga de Tailandia y que fue fundado en 1937 y refundado en 2010 y finalmente en 2020 tras la disolución del Air Force United Football Club. Está establecido en la ciudad de Uthai Thani y juega sus partidos de casa en el Estadio Uthai Thani Province.

## Entrenadores
- Thanaset Amornsinkittichote (2020)
- Therdsak Chaiman (2020)
- Masayuki Miura (2020-2021)
- Worachai Surinsirirat (2021)
- Therdsak Chaiman (2021-2022)
- Somchai Makmool (2022)
- Pattarapol Naprasert (2022-2023)
- Mikael Stahre (2023-)[2]

## Palmarés

### Como Air Force United
- Liga Premier de Tailandia: 2[3]

1997, 1999
- Liga 2 de Tailandia: 1

2013
- Copa FA de Tailandia: 3

1995, 1996, 2001
- Copa de la Liga de Tailandia: 3

1987, 1994
- Copa Kor Royal: 13[3]

1952, 1953, 1957, 1958, 1959, 1960, 1961, 1962, 1963, 1967, 1987, 1996, 1999
- Copa de la Reina de Tailandia: 3

1970, 1974, 1982

### Como Uthai Thani
- Liga 3 de Tailandia: 1

2022